# Vitale da Bologna

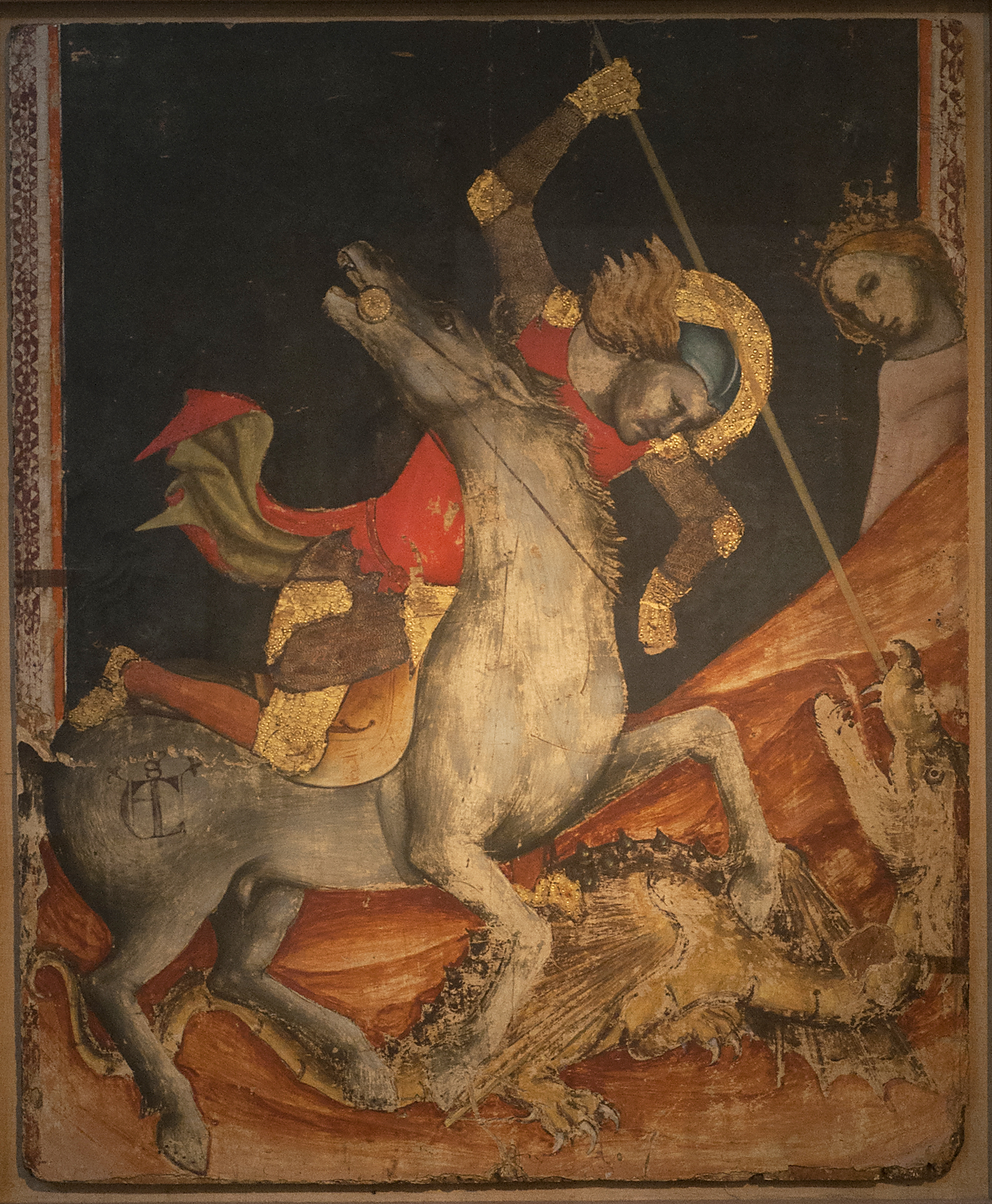
Sint-Joris bevrijdt de prinses in de Pinacoteca Nazionale di Bologna

Vitale da Bologna (1289 of 1309 – 1369), ook gekend als Vidolini, Vitale di Almo de' Cavalli of Vitale degli Equi, was een Italiaans kunstschilder uit de vroege Renaissance of Trecento.
Hij wordt gezien als een prominent lid van de 14e-eeuwse schildersschool van Bologna waar hij het meest actief was en schilderde de polyptiek van de kerk van de Allerheiligste Verlosser en fresco's in de basiliek van Santa Maria dei Servi. Hij was ook actief in de abdij van Pomposa en in Udine. Er is schriftelijk bewijs van zijn aanwezigheid in 1369 in Udine waar hij mogelijk stierf.
Zijn meesterwerk is Sint-Joris bevrijdt de prinses (zie afbeelding) dat bewaard wordt in de Pinacoteca Nazionale di Bologna. Dit schilderij wordt ook Sint-Joris en de draak genoemd.

## Galerij

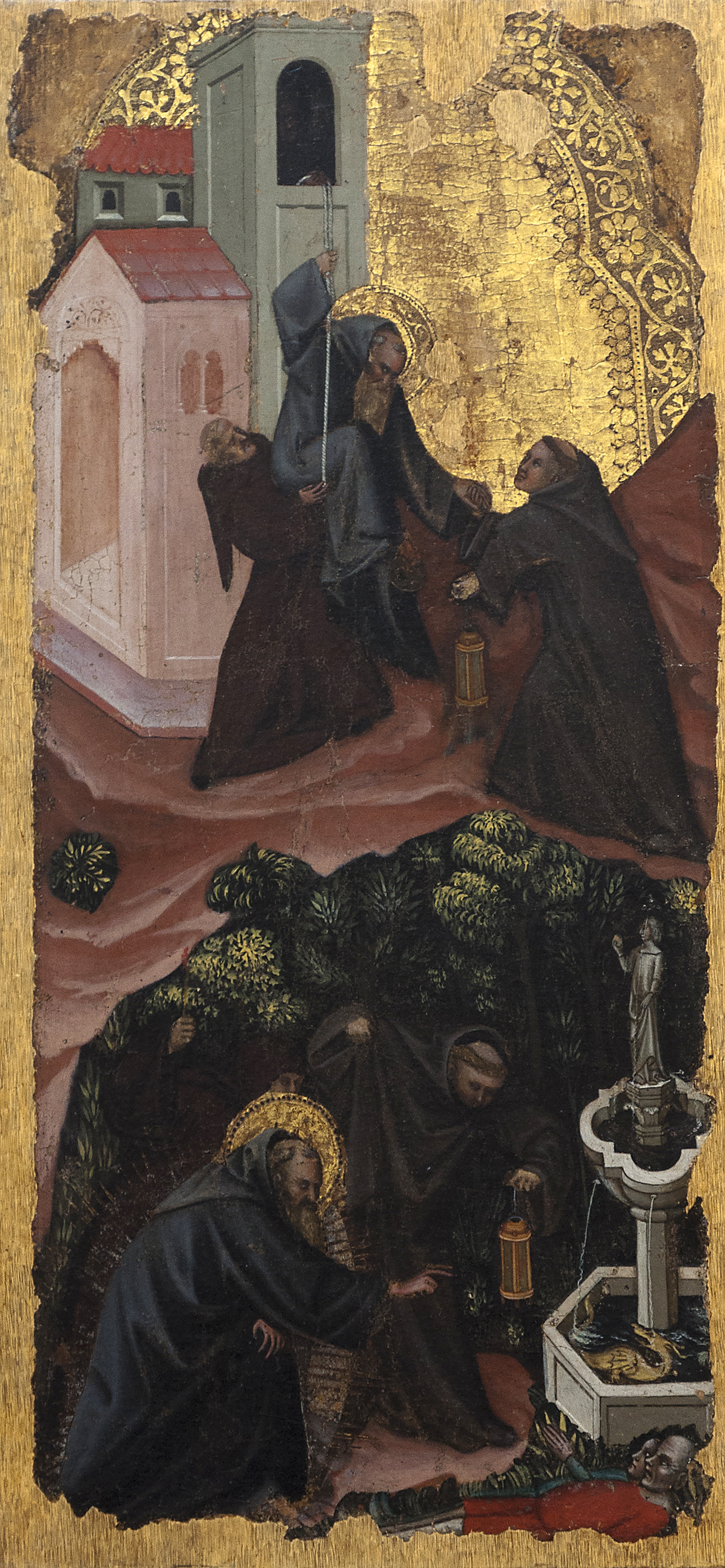
Vier verhalen over Antonius van Egypte in de Pinacoteca Nazionale di Bologna

- Gemeinsame Normdatei: 119389665
- International Standard Name Identifier: 0000 0000 9921 1764
- Library of Congress Control Number: nr88004154
- Nationale Bibliotheek van Israël: 987007385551105171
- RKD-Nederlands Instituut voor Kunstgeschiedenis: 81367
- Istituto Centrale per il Catalogo Unico: RAVV024729
- Système universitaire de documentation: 18810044X
- Trove: 1123140
- Union List of Artist Names: 500021245
- Virtual International Authority File: 89588239
- WorldCat: E39PCjM83mHKx8rfRcXcCM8bv3